# Rio Capetinga (vattendrag i Brasilien, São Paulo)
Rio Capetinga är ett vattendrag i Brasilien.   Det ligger i delstaten São Paulo, i den sydöstra delen av landet, 700 km söder om huvudstaden Brasília.
Omgivningarna runt Rio Capetinga är en mosaik av jordbruksmark och naturlig växtlighet. Runt Rio Capetinga är det ganska tätbefolkat, med 199 invånare per kvadratkilometer.